# Kigazu
Kigazu är ett periodiskt vattendrag i Burundi.   Det ligger i provinsen Cankuzo, i den nordöstra delen av landet, 130 kilometer öster om huvudstaden Bujumbura.
Omgivningarna runt Kigazu är en mosaik av jordbruksmark och naturlig växtlighet. Runt Kigazu är det ganska tätbefolkat, med 90 invånare per kvadratkilometer.